# Ekeröds sjö
Ekeröds sjö är en våtmark, tidigare sjö i Östra Göinge kommun i Skåne och ingår i Helge ås huvudavrinningsområde. Sjön har en area på 0,0575 kvadratkilometer och ligger 73 meter över havet.

## Delavrinningsområde
Ekeröds sjö ingår i det delavrinningsområde (624457-139614) som SMHI kallar för Ovan Glimån. Medelhöjden är 113 meter över havet och ytan är 54,94 kvadratkilometer. Det finns ett avrinningsområde uppströms, och räknas det in blir den ackumulerade arean 83,29 kvadratkilometer. Kilingaån (Rumperödsån) som avvattnar avrinningsområdet har biflödesordning 2, vilket innebär att vattnet flödar genom totalt 2 vattendrag innan det når havet efter 65 kilometer. Avrinningsområdet består mestadels av skog (74 procent) och jordbruk (14 procent). Avrinningsområdet har 0,23 kvadratkilometer vattenytor vilket ger det en sjöprocent på 0,4 procent. Bebyggelsen i området täcker en yta av 0,32 kvadratkilometer eller 1 procent av avrinningsområdet.